# Legionowo
Legionowo je město v Polsku v Mazovském vojvodství, centrum stejnojmenného okresu. Leží ve Varšavské kotlině, přibližně 22 kilometrů severně od Varšavy, do jejíž aglomerace spadá. V roce 2024 zde žilo 52 630 obyvatel.

## Osobnosti
- Wojciech Lemański (* 1960) – katolický kněz, zbavený pro své názory funkce faráře